# Simona Nasi
Simona Nasi (Torino, 22 febbraio 1974) è un'attrice italiana.

## Biografia
Ha studiato danza classica e moderna alla scuola diretta da A. Kovacs e C. Parmeggiani, e teatro alla Scuola Teatro D'Uomo diretta da Anna Bolens, diplomandosi successivamente al Teatro Stabile sotto la guida di Luca Ronconi.
Nel 1996 inizia a recitare a teatro, mentre al cinema, inizia nel 2000.

## Filmografia

### Cinema
- Due amici, regia di Spiro Scimone e Francesco Sframeli (2002)
- Senza freni, regia di Felice Farina (2003)
- A/R Andata + Ritorno, regia di Marco Ponti (2004)
- Se devo essere sincera, regia di Davide Ferrario (2004)
- Pianosequenza, regia di Louis Nero (2005)
- Dalla parte giusta, regia di Roberto Leoni (2005)
- La fiamma sul ghiaccio, regia di Umberto Marino (2005)
- Hans, regia di Louis Nero (2006)
- La prima immagine, regia di Enrico Bisi (2006)
- L'uomo privato, regia di Emidio Greco (2007)
- Appuntamento a ora insolita, regia di Stefano Coletta (2008)
- Senza fine, regia di Roberto Cuzzillo (2008)
- La fisica dell'acqua, regia di Felice Farina (2009)
- La prima linea, regia di Renato De Maria (2009)
- Pepe nel latte, regia di Roberto Miali (2009)
- Figli delle stelle, regia di Lucio Pellegrini (2010)
- L'uomo che disegnò Dio, regia di Franco Nero (2022)

### Televisione
- Madre come te, regia di Vittorio Sindoni - film TV (2004)
- Distretto di Polizia 10, regia di Alberto Ferrari - serie TV, episodio 10x03 (2010)
- Walter Chiari - Fino all'ultima risata, regia di Enzo Monteleone - miniserie TV (2012)
- Questo nostro amore - serie TV, 4 episodi (2012)
- L'allieva - serie TV, episodio 1x10 (2016)
- Purché finisca bene - serie TV, episodio 2x08 (2016)
- C'era una volta Studio Uno, regia di Riccardo Donna - miniserie TV (2017)
- Ognuno è perfetto, regia di Giacomo Campiotti  - miniserie TV (2019)
- Cuori, regia di Riccardo Donna - serie TV (2021-2023)

### Cortometraggi
- Jingle bells, regia di Michele Di Mauro (2000)
- Paul Newman, regia di Michele Di Mauro (2001)
- Clandestino Love & Blues, regia di Alessandro Righetti (2002)
- Cavallino, regia di Carlito Ghioni (2004)
- A Different Request, regia di Gianni del Corral (2008)
- Love, pollution (Dreaming), regia di Gabriele Napolitano (2017)